# ديوالي
ديوالي أو ديفالي هو مهرجان هندوسي للأضواء يحتفل به أيضًا بأشكال مختلفة داخل الديانات الهندية الأخرى. وهو يرمز إلى انتصار النور على الظلام، والخير على الشر، والمعرفة على الجهل. يحتفل بعيد ديوالي خلال شهري أشفين وكارتيكا (وهي الأشهر القمرية الهندوسية وفقًا لتقليد أمانتا) ويقابلها الفترة ما بين منتصف سبتمبر ومنتصف نوفمبر تقريبًا. تستمر الاحتفالات عادة لمدة خمسة أو ستة أيام.
يرتبط ديوالي بالعديد من المناسبات الدينية والآلهة والشخصيات المتنوعة، مثل كونه اليوم الذي عاد فيه الإله راما إلى مملكته في أيوديا برفقة زوجته سيتا وشقيقه لاكشمانا بعد هزيمة الملك الشيطاني رافانا. كما يرتبط المهرجان على نطاق واسع بكل من لاكشمي (إلهة الرخاء)، وغانيشا (إله الحكمة ومزيل العوائق). تربط التقاليد الإقليمية الأخرى ديوالي مع العديد الشخصيات الموقرة مثل فيشنو أو كريشنا أو دورجا أو شيفا أو كالي أو هانومان أو كوبيرا أو ياما أو يامي أو دانفانتاري أو فيشفاكارمان.
ديوالي هو مهرجان هندوسي في المقام الأول، ويتم الاحتفال به أيضًا بأشكال مختلفة من قبل أتباع الديانات الأخرى. على سبيل المثال يحتفل الجاينيون بعيد ديوالي الخاص بهم والذي يمثل التحرير النهائي لمهافيرا. يحتفل السيخ بالعيد بمناسبة إطلاق سراح جورو هارجوبيند من سجن موغال. يحتفل بوذيو نيوار (على عكس البوذيين الآخرين) بعيد ديوالي من خلال عبادة لاكشمي، بينما يحتفل الهندوس في شرق الهند وبنغلاديش عمومًا بعيد ديوالي من خلال عبادة الإلهة كالي.
خلال المهرجان، يضيء المحتفلون منازلهم ومعابدهم وأماكن عملهم بالدياس (مصابيح الزيت) والشموع والفوانيس. ويمارس الهندوس على وجه الخصوص طقوس حمام الزيت عند الفجر من كل يوم من أيام الاحتفال. يتميز ديوالي أيضًا بالألعاب النارية وزخرفة الأرضيات بتصميمات رانجولي وأجزاء أخرى من المنزل بنوع من الزخرفة يدعى جالار. يعد الطعام محورًا رئيسيًا للعائلات التي تحتفل بالعيد وتتشارك في الميثاي (نوع من الحلويات).
يعد المهرجان بمثابة فترة عودة سنوية للوطن والترابط ليس فقط للعائلات، ولكن أيضًا للمجتمعات والجمعيات، وخاصة تلك الموجودة في المناطق الحضرية، والتي تنظم مختلف الأنشطة والفعاليات والتجمعات. تنظم العديد من المدن المسيرات والمعارض المجتمعية التي تضم المسيرات والموسيقى وعروض الرقص في الحدائق. يرسل بعض الهندوس والجاينيين والسيخ بطاقات التهنئة بعيد ديوالي إلى أفراد الأسرة القريبين والبعيدين خلال موسم الأعياد، مصحوبة أحيانًا بصناديق من الحلويات الهندية. ويعتبر تذكر الأجداد وتكريمهم جانب آخر مهم من المهرجان.
ديوالي هو أيضًا حدث ثقافي كبير للشتات الهندوسي والسيخ والجاين. اليوم الرئيسي لمهرجان ديوالي (يوم لاكشمي بوجا) هو يوم عطلة رسمية في فيجي، غيانا، الهند، ماليزيا، موريشيوس، ميانمار، نيبال، باكستان، سنغافورة، سريلانكا، سورينام، وترينيداد وتوباغو.

## علم أصول الكلمات
اشتقت كلمة ديوالي (المعروفة أيضًا باسم ديفالي، ديبافالي) من الكلمة السنسكريتية dīpāvali التي تعني "صف أو سلسلة من الأضواء". تعني كلمة (dīpā): مصباح، ضوء، فانوس، شمعة، ما يضيء أو يلمع أو ينير أو معرفة. في حين أن كلمة (avali) تعني: صف، نطاق، خط مستمر، سلسلة.

## تاريخ
يقام ديوالي إحياءً لذكرى لاكشمي، آلهة الثروة. ويستمر المهرجان لمدة 5 أيام، ويكون اليوم الرابع مليء بالألعاب النارية احتفالاً براس السنة. وتضاء الشموع في البيوت خلال الديوالي.

## المراسيم
تكون مراسيم الحفل عبارة عن حمل الكثير من الشعل النارية على الجدران وعند المداخل، ويعد الاحتفال هو وقت زيارة الأقارب والأصدقاء وإهداء الهدايا، زخرفة البيوت.
خلفيات ديوالي هي الأشياء الأكثر طلبا على شبكات الإنترنت خلال احتفال ديوالي لأن الناس تستخدم صور وخلفيات رائعة لإبداء التهاني والرغبات السعيدة لأصدقائهم وعائلاتهم.

## الأيام الخمسة لديفالي

### اليـوم الأول Dhanteras
يدعى اليوم الأول ب Dhanvantari Triodasi أو Dhan Theras. هو يقابل 13 القمرية لKrishna Paksh، ال 14 المظلمة من شهر Kartik. في هذا اليوم، Lord Dhanwantari خرج من المحيط البشري. وهذا يكون اليوم الأول من احتفالات ديوالي.
في هذا اليوم عن الغروب. الهندوس يستحمون ويشعلون deeya مع Prasad. لورد الموت يصلي ليحمي untimely الموت. وهذا يكون قرب شجرة Tulsi، شجرة الريحان المقدسة أو أي شجرة أخرى يمكن ان تجدها في فنائهم.

### اليوم الـثانـي Choti Diwali
اليوم الثاني من ديوالي يسمى Narak Chaturdasi. في هذا اليوم اللورد Krishna دمر الشيطانة Narakasur وحرر العالم من الخوف. في هذا اليوم. يتم دلك الجسم بالزيت ليخفف من التعب. بعد الحمام والاستراحة يمكن اكمال ديوالي في نشاط وتفاني.
في هذه الليلة Yama Deeya يجب أن لا يشعل.

### اليوم الثـالث Lakshmi Puja on Diwali
في هذا اليوم يتم التعبد للأم Lakshmi. الهندوس يطهرون أنفسهم ويلتقون مع أسرتهم و Pandit يقومون بالتعبد للآلهة Lakshmy حتى تبارك العالم وتمنحهم البركة والازدهار والثروة وانتصار الخير على الشر والضوء على الظلام.

### اليوم الرابع Padwa & Govardhan Puja
في هذا اليوم. انجزت Govardhan Pooja قبل آلاف السنين، اللورد Krishna افرج عن الناس من سيطرت Vraja لأجل Govardhan Pooja. منذ ذلك الوقت وكل سنة في هذا اليوم الهندوس يعبدون Govardhan Pooja لاعتبارها السبب في الإفراج عن الناس من قبضة Vraja.

### اليــوم الخامس والأخير Bhai Duj
اليوم الخامس من ديوالي يسمى Bhratri Dooj. هذا اليوم عقب انجاز Goverdhan Pooja وهو في العادة يومان بعد ديوالي، هو يوم مخصص للأخوات. قبل أقمار (سنين قمرية) عديدة وفي ذلك العصر Yama = Yamraj لورد الموت زار اخته Yamuna في هذا اليوم. أعطى أخته Vardhan (a boon) على أنه عندما سيزورها في هذا اليوم سيكون محرر من كل الخطايا وسيحققون Moksha أو عملية تحرير نهائية. في هذا اليوم الأخوان يزورون أخواتهم ويستخبرون من خيرهم.
هذا اليوم يكن آخر أيام الاحتفال بديوالي. وعرف أيضا ب Bhai fota عند البنغاليين حيث تقوم الأخت بالصلاة لأجل أخيها حتى يعيش في أمان.